# Gare de Vienne-Hernals
La gare de Vienne Hernals est une  plaque tournante du transport sur la ligne de banlieue de Vienne, en Autriche. Ouverte à l’origine comme station sur le Vienna Stadtbahn, elle est aujourd’hui desservie par la ligne régionale de S-Bahn. La gare est un bâtiment classé Denkmalschutz (de) (Listeneintrag (de)).

## Histoire

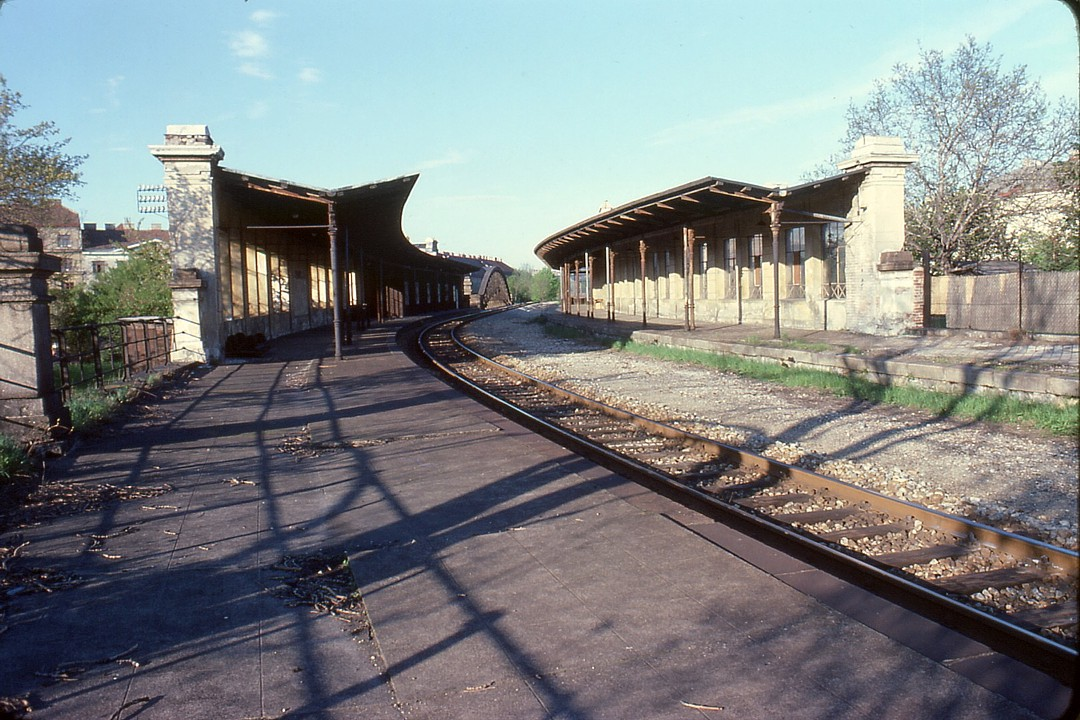
Quais en 1979

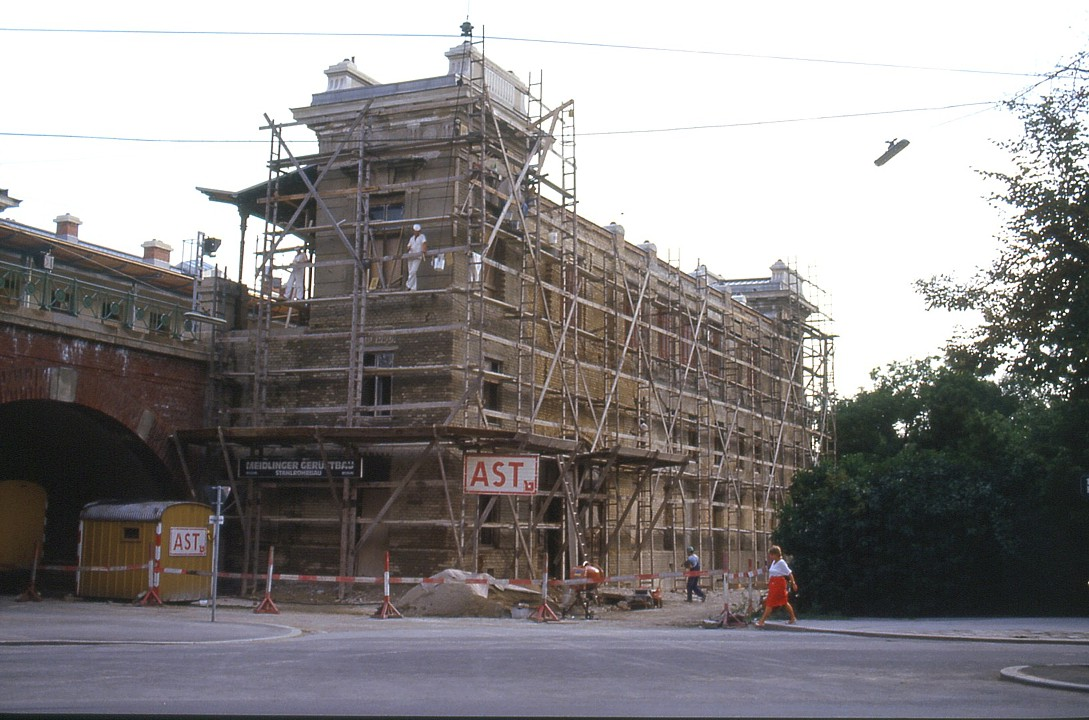
Restauration de 1985

La gare de Hernals a été conçue par le célèbre architecte Otto Wagner et achevée structurellement en juin 1896. L'ouverture officielle a eu lieu le 11 mai 1898. Après la fin de la Première Guerre mondiale, l'exploitation dut être réduite en 1918 en raison du manque de charbon. Les services passagers réguliers ont été interrompus en 1932. Dès lors, Hernals fut principalement utilisée pour le trafic de marchandises, le trafic de passagers ne s'effectuant que de manière sporadique.
En 1979, il fut décidé de réactiver la ligne de banlieue. La gare d'Hernals, endommagée par les bombes, a également fait l'objet d'une restauration approfondie. Le bâtiment de la gare et les quais ont été en grande partie conservés dans l'architecture originale d'Otto Wagner. Le 31 mai 1987, la ligne de banlieue rénovée est rouverte.
La gare d'Hernals a joué un rôle important dans l'urbanisation des environs après l'incorporation de la banlieue ouest à Vienne en 1890/1892. Aujourd'hui, comme à l'époque, la gare d'Hernals fonctionne davantage comme une plaque tournante des transports que comme un centre pour les quartiers extérieurs d'Hernals et de l'Ottakring adjacent. 

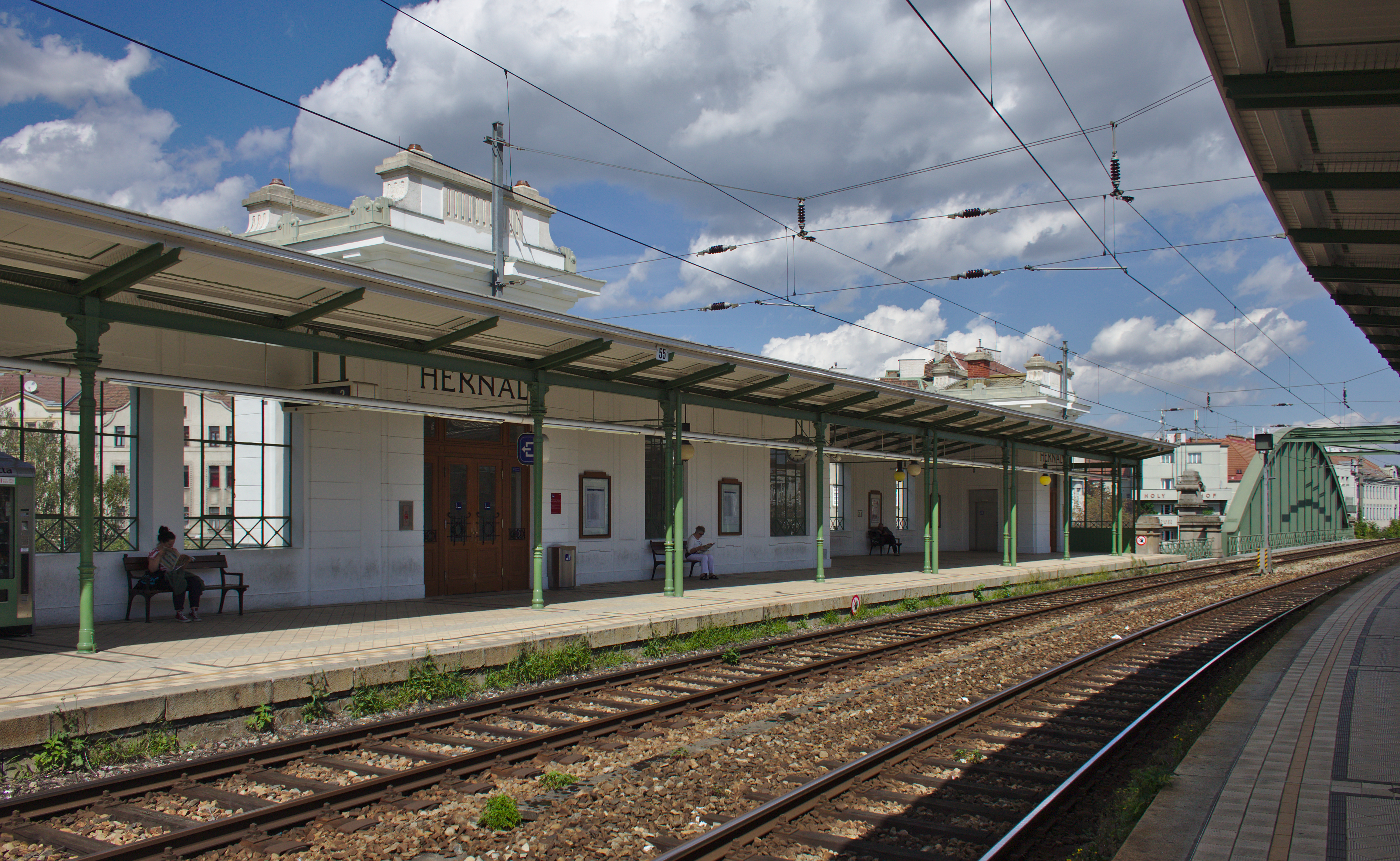
Quais

Dans le cadre de la deuxième étape d'agrandissement de la ligne de métro U5 en construction - il a été décidé que le terminus de cette ligne serait à la station de S-Bahn Hernals.
En septembre 2021, le financement de l'extension jusqu'à Hernals a été obtenu. 

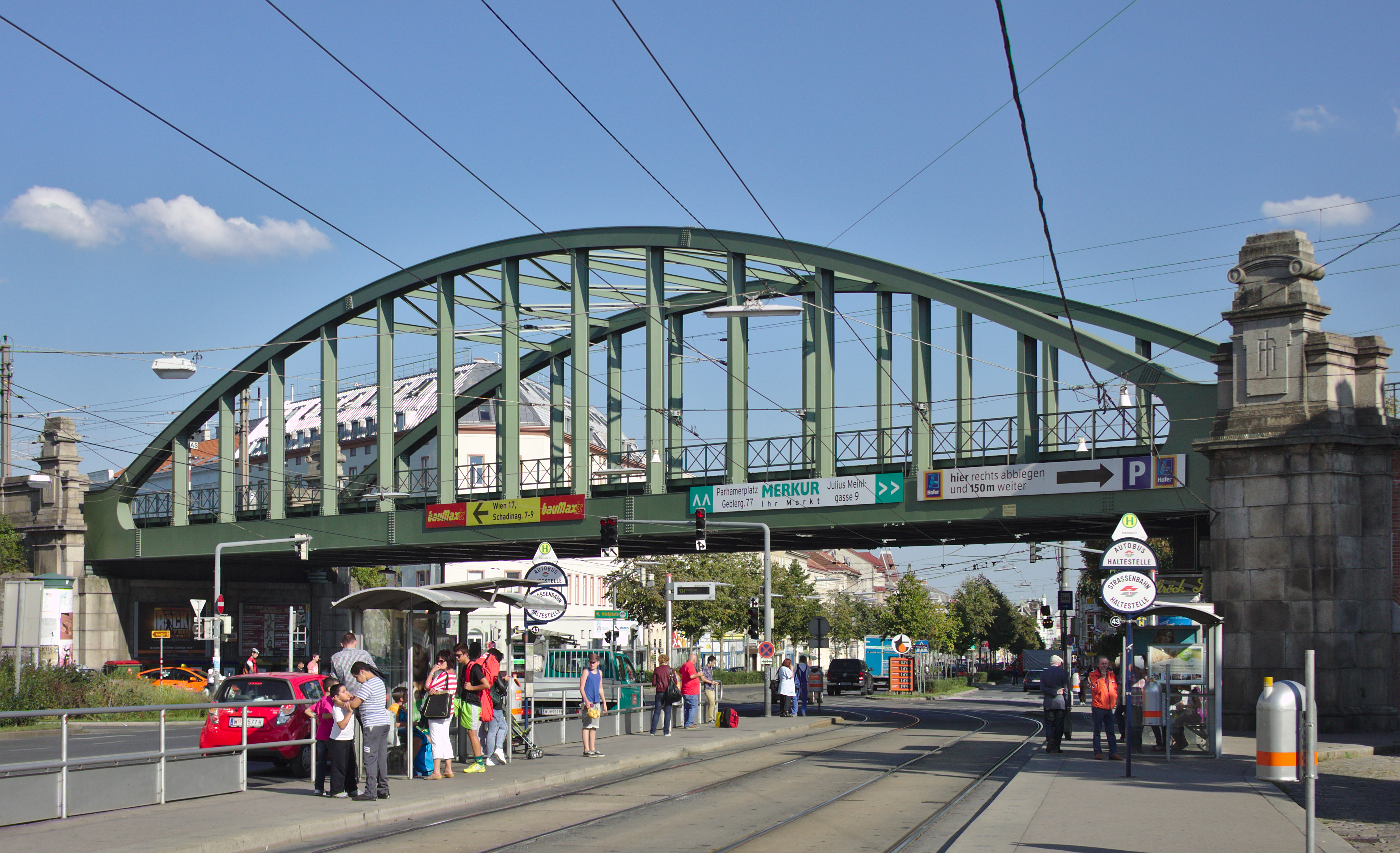
Station de tramway

## Liens web
- Wiki City Traffic Autriche – Hernals